# Tidningen Åland
Ålandstidningen o Tidningen Åland és un diari en llengua sueca de les Illes Åland, una regió autònoma de Finlàndia. Es publica cinc cops a la setmana, i és el principal diari local de les illes dels dos que s'hi publiquen (l'altra és Nya Åland).

Tidningen Åland fou fundat el 1891 per Julius Sundblom, qui més tard va tenir un paper instrumental en la Crisi d'Åland.